# Erft zwischen Bergheim und Bedburg
Koordinaten: 50° 58′ 15″ N, 6° 36′ 7″ O

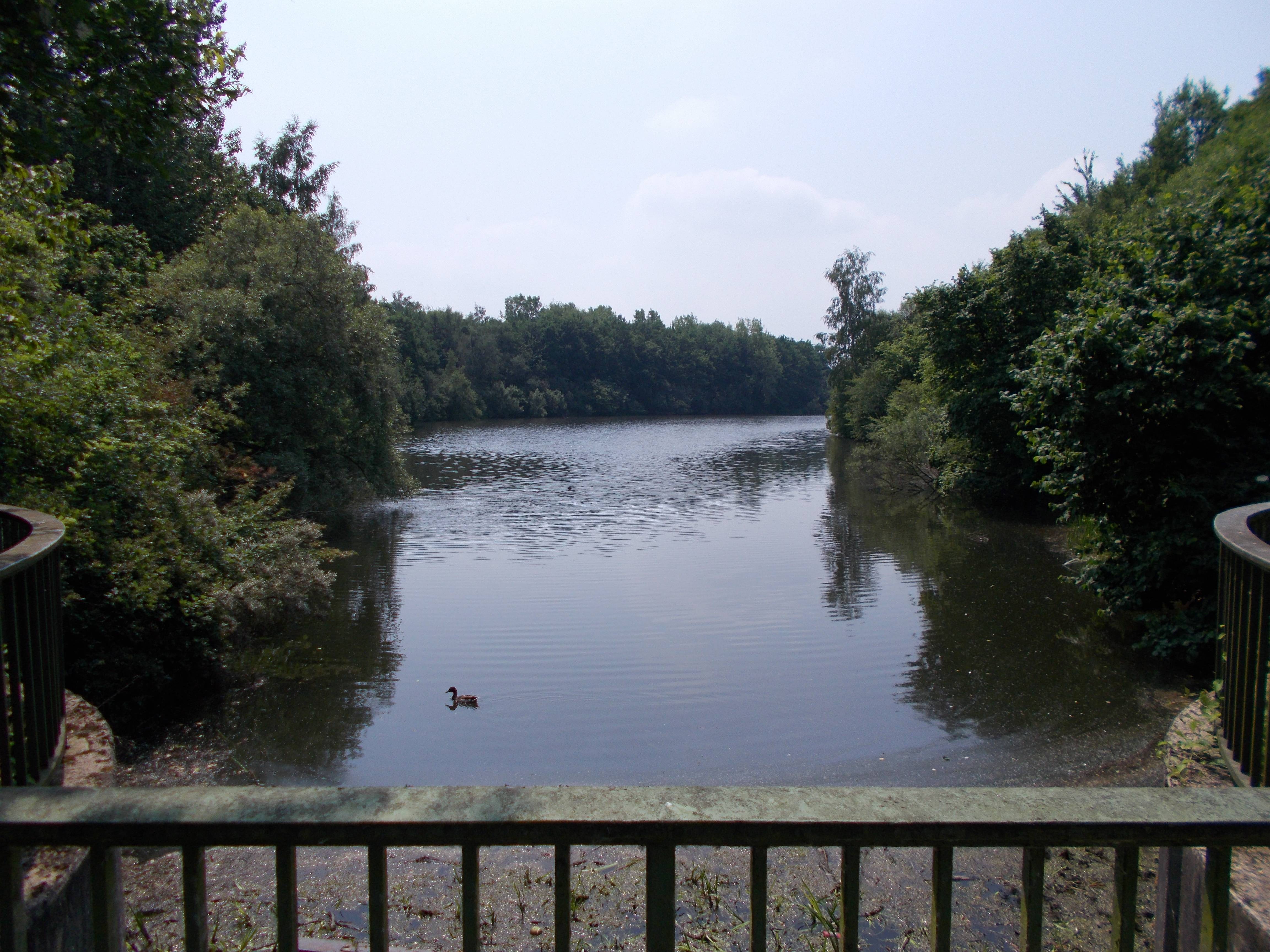
Naturschutzgebiet Erft zwischen Bergheim und Bedburg (Juni 2018)

Das Naturschutzgebiet Erft zwischen Bergheim und Bedburg liegt auf dem Gebiet der Stadt Bedburg im Rhein-Erft-Kreis in Nordrhein-Westfalen. Das aus vier Teilflächen bestehende Gebiet erstreckt sich nördlich und südöstlich der Kernstadt von Bedburg und nordwestlich der Kernstadt von Bergheim entlang der Erft. Westlich des Gebietes verläuft die A 61 und östlich die Landesstraße L 361. Im nördlichen Bereich kreuzt die L 279 das Gebiet und im südlichen Bereich die B 477.

## Bedeutung
Das etwa 41,8 ha große Gebiet wurde im Jahr 2009 unter der Schlüsselnummer BM-041 unter Naturschutz gestellt. Schutzziele sind der Schutz des Kasterer Sees und der angrenzenden Wälder und ihre naturnahe Weiterentwicklung.